# Брузаско
Брузаско (італ. Brusasco, п'єм. Brusasch) — муніципалітет в Італії, у регіоні П'ємонт,  метрополійне місто Турин.
Брузаско розташоване на відстані близько 510 км на північний захід від Рима, 31 км на схід від Турина.
Населення — 1677 осіб (2014).
Щорічний фестиваль відбувається 21 червня. Покровитель — San Luigi Gonzaga.

## Демографія
Населення за роками:

Станом на 1 січня 2023 року в муніципалітеті офіційно проживало 78 іноземців з 18 країн, серед них 46 громадян країн Євросоюзу та 2 громадяни України.

## Сусідні муніципалітети
- Броцоло
- Каваньоло
- Крешентіно
- Монтеу-да-По
- Морансенго
- Вероленго
- Верруа-Савоя